# Lew Hoad
Lew Hoad, właśc. Lewis Alan Hoad (ur. 23 listopada 1934 w Glebe, zm. 3 lipca 1994 w Fuengiroli) – australijski tenisista, zwycięzca czterech turniejów wielkoszlemowych w grze pojedynczej, ośmiu w grze podwójnej i jednego w grze mieszanej, czterokrotny zdobywca Pucharu Davisa.

## Kariera tenisowa
Lew Hoad był jednym z wiodących graczy lat 50. XX w. Występował regularnie w australijskiej reprezentacji w Pucharze Davisa pod wodzą Harry’ego Hopmana, sięgając z nią w latach 1952–1956 trzykrotnie po trofeum (w 1954 wygrały Stany Zjednoczone). W 1952 został po raz pierwszy sklasyfikowany w czołowej dziesiątce na świecie, a po kilku sezonach trafił w 1956 na miejsce pierwsze.
W 1953 w parze z rodakiem Kenem Rosewallem, z którym był często porównywany (Rosewall był starszy od Hoada o 21 dni, wspólnie występowali w reprezentacji), wygrał trzy turnieje wielkoszlemowe w deblu. Szansy na deblowego Wielkiego Szlema Australijczycy nie wykorzystali w mistrzostwach USA, przegrywając z nierozstawionymi rywalami w ćwierćfinale. Trzy lata później Hoad i Rosewall byli już skuteczniejsi – wygrali wszystkie cztery turnieje i tym samym zapisali się w historii tenisa jako jedna z czterech australijskich par, które mogą skompletowały Wielkiego Szlema w deblu (wcześniej udało się to Frankowi Sedgmanowi i Kenowi McGregorowi, w późniejszych latach Royowi Emersonowi i Neale Fraserowi oraz Johnowi Newcombe i Tony’emu Roche).
W sezonie 1956 Australijczyk wygrał trzy pierwsze turnieje wielkoszlemowe w grze pojedynczej i jako lider światowego rankingu zamierzał – po skompletowaniu Wielkiego Szlema w USA – przejść na zawodowstwo. Szansę na czwarty tytuł odebrał Hoadowi jednak jego deblowy partner Rosewall, wcześniej w tymże roku pokonany w finałach mistrzostw Australii i Wimbledonu. Rosewall ubiegł także swojego reprezentacyjnego kolegę z podpisaniem zawodowego kontraktu; ostatecznie Hoad zdecydował się kontynuować występy w gronie amatorów, ale nie udało mu się powtórzyć sukcesów z ubiegłego roku. Wygrał ponownie Wimbledon, ale w Australii odpadł w półfinale, a we Francji już w trzeciej rundzie.
Po wygraniu Wimbledonu Lew Hoad zakończył karierę amatorską i przystąpił do rywalizacji z zawodowcami. W tym okresie powszechnie uważano tenis zawodowy za stojący na dużo wyższym poziomie i pewnym potwierdzeniem tej tezy stała się rywalizacja Hoada z legendarnym tenisistą profesjonalnym Ricardem Gonzálezem. Australijczyk grał początkowo z powodzeniem w pierwszej serii meczów z Gonzálezem, wygrywając 18 z 27 pojedynków; w dalszej części rywalizacji González opanował sytuację i łącznie wygrał rywalizację 51 do 36. Z Gonzálezem Hoad przegrał także dwa finały zawodowych mistrzostw USA w 1958 i 1959.
Poważne kontuzje pleców zmusiły Hoada najpierw do ograniczenia startów, wreszcie do wczesnego zakończenia kariery sportowej. Nie doczekał w pełnej dyspozycji (tak jak jego partner i rówieśnik Ken Rosewall) dopuszczenia zawodowców do rywalizacji wielkoszlemowej w 1968, występował już wówczas jedynie sporadycznie. W swoich ostatnim występie turniejowym dotarł do finału debla w turnieju w Południowej Afryce w 1973, partnerując Robertowi Maudowi; w finale lepsi okazali się Amerykanin Arthur Ashe i Holender Tom Okker. Po zakończeniu kariery Hoad osiadł w Hiszpanii, w Fuengiroli koło Malagi. Prowadził tam wspólnie z żoną Jenny Staley (finalistką gry pojedynczej mistrzostw Australii w 1954) ośrodek tenisowy. Był zaprzyjaźniony z kilkoma gwiazdorami kina, m.in. Seanem Connerym, Charltonem Hestonem, Kirkiem Douglasem. W ostatnich latach życia walczył z białaczką, zmarł w wieku 59 lat na atak serca; w chwili jego śmierci toczyła się kolejna edycja Wimbledonu – Pete Sampras wyrównał wówczas jego osiągnięcie, wygrywając ten turniej po raz drugi (później dołożył jeszcze pięć tytułów).
Lew Hoad był atletycznym zawodnikiem, szukającym na korcie szybkich rozwiązań za pomocą potężnych uderzeń. Jego rywal Ricardo Gonázlez, uważany przez niektórych ekspertów za najlepszego gracza w historii, określił Hoada jako swojego najgroźniejszego rywala; Hoad miał być jedynym graczem zdolnym do pokonania Gonzáleza, gdy ten był w pełni formy. González chwalił szczególnie grę wolejową Australijczyka, smecz, a także odporność psychiczną. Mimo pewnej niecierpliwości na korcie Hoad był w stanie także zwyciężać na wolniejszych nawierzchniach, co udowodnił w mistrzostwach Francji w 1956.
Jeden z najbardziej pamiętnych pojedynków Hoad rozegrał w finale Pucharu Davisa w 1953. W Melbourne zmierzył się z amerykańskim zawodnikiem Tonym Trabertem. Mimo stresującej sytuacji – Amerykanie prowadzili w tym momencie 2:1 i zwycięstwo Traberta oznaczało zdobycie przez nich trofeum – 19-letni wówczas Hoad zdołał pokonać faworyta w pięciu setach (chociaż Trabert doprowadził do piątego seta ze stanu 0:2), a decydujący o końcowym sukcesie ekipy Australii punkt dołożył następnie Rosewall. W 1958 Hoad wydał wspólnie z dziennikarzem Jackiem Pollardem książkę The Lew Hoad Story; w 2003 Pollard napisał wspólnie z wdową Jenny My Life With Lew.
W 1980 Lew Hoad został wpisany do Międzynarodowej Tenisowej Galerii Sławy (jednocześnie m.in. z Kenem Rosewallem). Australijczyk jest uważany za jednego z najlepszych graczy w historii – obok Szweda Borga – którym nie udało się triumfować w mistrzostwach USA. Podobne niepowodzenie towarzyszyło Rosewallowi, ale ten ostatni nie zdołał nigdy wygrać singla na Wimbledonie.

### Finały w turniejach wielkoszlemowych

#### Gra pojedyncza (4–2)
| Końcowy wynik | Nr | Data | Turniej                                | Nawierzchnia | Przeciwnik    | Wynik finału       |
| ------------- | -- | ---- | -------------------------------------- | ------------ | ------------- | ------------------ |
| Finalista     | 1. | 1955 | Australian Championships, Adelaide     | Trawiasta    | Ken Rosewall  | 7:9, 4:6, 4:6      |
| Zwycięzca     | 1. | 1956 | Australian Championships, Brisbane     | Trawiasta    | Ken Rosewall  | 6:4, 3:6, 6:4, 7:5 |
| Zwycięzca     | 2. | 1956 | French Championships, Paryż            | Ceglana      | Sven Davidson | 6:4, 8:6, 6:3      |
| Zwycięzca     | 3. | 1956 | Wimbledon, Londyn                      | Trawiasta    | Ken Rosewall  | 6:2, 4:6, 7:5, 6:4 |
| Finalista     | 2. | 1956 | U.S. National Championships, Nowy Jork | Trawiasta    | Ken Rosewall  | 6:4, 2:6, 3:6, 3:6 |
| Zwycięzca     | 4. | 1957 | Wimbledon, Londyn                      | Trawiasta    | Ashley Cooper | 6:2, 6:1, 6:2      |

#### Gra podwójna (8–5)
| Końcowy wynik | Nr | Data | Turniej                                | Nawierzchnia | Partner       | Przeciwnicy                       | Wynik finału            |
| ------------- | -- | ---- | -------------------------------------- | ------------ | ------------- | --------------------------------- | ----------------------- |
| Zwycięzca     | 1. | 1953 | Australian Championships, Sydney       | Trawiasta    | Ken Rosewall  | Don Candy Mervyn Rose             | 9:11, 6:4, 10:8, 6:4    |
| Zwycięzca     | 2. | 1953 | French Championships, Paryż            | Ceglana      | Ken Rosewall  | Mervyn Rose Clive Wilderspin      | 6:2, 6:1, 6:1           |
| Zwycięzca     | 3. | 1953 | Wimbledon, Londyn                      | Trawiasta    | Ken Rosewall  | Rex Hartwig Mervyn Rose           | 6:4, 7:5, 4:6, 7:5      |
| Finalista     | 1. | 1954 | French Championships, Paryż            | Ceglana      | Ken Rosewall  | Vic Seixas Tony Trabert           | 4:6, 2:6, 1:6           |
| Finalista     | 2. | 1954 | U.S. National Championships, Nowy Jork | Trawiasta    | Ken Rosewall  | Vic Seixas Tony Trabert           | 6:3, 4:6, 6:8, 3:6      |
| Finalista     | 3. | 1955 | Australian Championships, Adelaide     | Trawiasta    | Ken Rosewall  | Vic Seixas Tony Trabert           | 3:6, 2:6, 6:2, 6:3, 1:6 |
| Zwycięzca     | 4. | 1955 | Wimbledon, Londyn                      | Trawiasta    | Rex Hartwig   | Neale Fraser Ken Rosewall         | 7:5, 6:4, 6:3           |
| Zwycięzca     | 5. | 1956 | Australian Championships, Brisbane     | Trawiasta    | Ken Rosewall  | Don Candy Mervyn Rose             | 10:8, 13:11, 6:4        |
| Finalista     | 4. | 1956 | French Championships, Paryż            | Ceglana      | Ashley Cooper | Don Candy Robert Perry            | 5:7, 3:6, 3:6           |
| Zwycięzca     | 6. | 1956 | Wimbledon, Londyn                      | Trawiasta    | Ken Rosewall  | Nicola Pietrangeli Orlando Sirola | 7:5, 6:2, 6:1           |
| Zwycięzca     | 7. | 1956 | U.S. National Championships, Nowy Jork | Trawiasta    | Ken Rosewall  | Hamilton Richardson Vic Seixas    | 6:2, 6:2, 3:6, 6:4      |
| Zwycięzca     | 8. | 1957 | Australian Championships, Sydney       | Trawiasta    | Neale Fraser  | Malcolm Anderson Ashley Cooper    | 6:3, 8:6, 6:4           |
| Finalista     | 5. | 1957 | Wimbledon, Londyn                      | Trawiasta    | Neale Fraser  | Gardnar Mulloy Budge Patty        | 10:8, 4:6, 4:6, 4:6     |

#### Gra mieszana (1–3)
| Końcowy wynik | Nr | Data | Turniej                                | Nawierzchnia | Partnerka         | Przeciwnicy                          | Wynik finału |
| ------------- | -- | ---- | -------------------------------------- | ------------ | ----------------- | ------------------------------------ | ------------ |
| Finalista     | 1. | 1952 | U.S. National Championships, Nowy Jork | Trawiasta    | Thelma Coyne Long | Doris Hart Frank Sedgman             | 3:6, 5:7     |
| Zwycięzca     | 1. | 1952 | French Championships, Paryż            | Ceglana      | Maureen Connolly  | Jacqueline Patorni Rex Hartwig       | 6:4, 6:3     |
| Finalista     | 2. | 1955 | Australian Championships, Adelaide     | Trawiasta    | Jenny Staley      | Thelma Coyne Long George Worthington | 2:6, 1:6     |
| Finalista     | 3. | 1956 | U.S. National Championships, Nowy Jork | Trawiasta    | Darlene Hard      | Margaret Osborne DuPont Ken Rosewall | 7:9, 1:6     |